# Fromes Hill
Fromes Hill – osada w Anglii, w hrabstwie Herefordshire. Leży 19 km na wschód od miasta Hereford i 175 km na północny zachód od Londynu.